# 金勇哲
金 勇哲（ハングル：김용철、キム・ヨンチョル、2002年6月12日 - ）は、ジャパンラグビーリーグワンの清水建設江東ブルーシャークスに所属するラグビーユニオン選手。

## 略歴
2017年、大阪府中学校代表として第23回全国ジュニア・ラグビーフットボール大会に出場。
2018年、ロックとして大阪朝鮮高級学校（高校）の1年生から花園（全国高等学校ラグビーフットボール大会）に出場。高3の花園では準決勝まで進出した。
2021年、明治大学に進み、フッカーに転向。2年時から公式戦に出場した。4年時、主に控え出場ながら、大学選手権（全国大学ラグビーフットボール選手権大会）の準決勝まで進出した。
2025年1月27日、ジャパンラグビーリーグワンの清水建設江東ブルーシャークスへの入団を発表した。同年3月、明治大学卒業。